# 中東の仏教
中東には約90万人、もしくはそれ以上の仏教信者が存在すると推定されている。中東の仏教信者は中東全体の総人口の0.3％以上を占めている。この仏教信者の多くは過去20年間にアジア他地域から中東へとやってきた外国人労働者であり、彼らは中国、ベトナム、タイ、スリランカ、ネパールといった仏教信者の多い国からやってきている。また、日本、台湾、香港、シンガポール、韓国から中東へとやってきた技術者や企業の重役の中にも仏教信者が存在する。

## 概要
中東で信仰されている仏教の内、上座部仏教はタイやスリランカからやってきた外国人労働者の間で広く信仰されている宗教である。一方、大乗仏教は東アジアやベトナムからやってきた外国人労働者の間で信仰されているが、仏教の他に道教や儒教、神道などの宗教も信仰されている。アラブ首長国連邦のドバイとカタールでは、イスラム教国家であるにもかかわらずスリランカからの外国人労働者に対しウェーサーカ祭を祝う許可が降りている。

## サウジアラビアの仏教
アメリカ合衆国国務省が公表している「International Religious Freedom Report 2007」によれば、サウジアラビアにはムスリム・非ムスリムを含め800万人以上の外国人が居住・労働している。
40万人のスリランカ人に加えて、東アジアと東南アジア（中国人、ベトナム人、タイ人が多い）出身の数千人の外国人労働者が仏教信者である。また、調査で示されている、サウジアラビアにおける外国人の中にはチベット人やネパール人移民も含まれている。
従って、サウジアラビアの全人口の約1.5%、およそ40万人が仏教信者であり、これによりサウジアラビアでは中東やアラブ世界において最大の仏教コミュニティが形成されている。

## 各国の仏教信者数
| 国               | 割合（%） |
| ---------------- | --------- |
| サウジアラビア   | 45.8      |
| アラブ首長国連邦 | 24.6      |
| クウェート       | 11.7      |
| カタール         | 5         |
| その他の国       | 12.9      |

| 国               | 人口 (2007年) | 信者の割合（%） | 総信者数 |
| ---------------- | ------------- | --------------- | -------- |
| アラブ首長国連邦 | 4,444,011     | 5%              | 222,201  |
| カタール         | 907,229       | 5%              | 45,361   |
| クウェート       | 2,505,559     | 4%              | 100,222  |
| サウジアラビア   | 27,601,038    | 1.5%            | 414,016  |
| バーレーン       | 753,000       | 1%              | 7,530    |
| オマーン         | 3,204,897     | 1%              | 32,049   |
| イスラエル       | 6,426,679     | 0.1%            | 6,426    |
| レバノン         | 3,925,502     | 0.1%            | 3,926    |
| トルコ           | 71,158,647    | 0.1%            | 71,159   |
| 合計             | 285,194,911   | 0.32%           | 902,890  |